# Route 91 Harvest
Route 91 Harvest — музичний фестиваль кантрі-музики, що проходить в американському місті Парадайз, штат Невада. Проводиться щорічно з 2014 року на ділянці площею понад 6 га навпроти готелю Луксор Лас-Вегас поблизу готельно-розважального комплексу Мандалай-Бей. Організаторами фестивалю є Live Nation Entertainment та MGM Resorts International. У 2017 році фестиваль відвідало 22000 глядачів.

## Масове вбивство
У ніч на 2 жовтня 2017 ріку 64-річний американський мільйонер Стівен Педдок відкрив стрілянину з номера на 32-му поверсі готелю Мандалай-Бей, де він проживав, по натовпу людей, що прийшли на фестиваль. В результаті загинуло 59 людей і понад п'ять сотень отримали поранення.

## Виконавці
На сцені фестивалі виступали американські зірки кантрі:

- 2014: Джейсон Олдін, Блейк Шелтон та Міранда Ламберт
- 2015: Florida Georgia Line, Томас Ретт, Гарі Аллан, Lady Antebellum, Тім Макгрю та Бретт Елдрідж
- 2016: Люк Браян, Тобі Кейт, Бред Пейслі, Little Big Town та Кріс Янг
- 2017: Ерік Черч, Сем Гант, Джейсон Олдін, Джейк Оуен та Лі Брайс